# Charles Collé

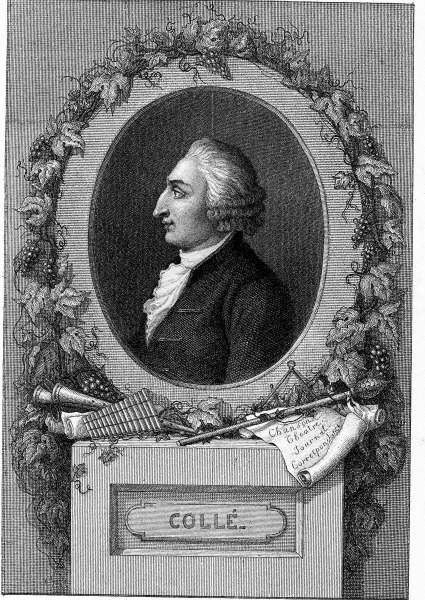
Charles Collé

Charles Collé (Parigi, 14 aprile 1709 – Parigi, 3 novembre 1783) è stato un commediografo francese, oltre che chansonnier.

## Biografia

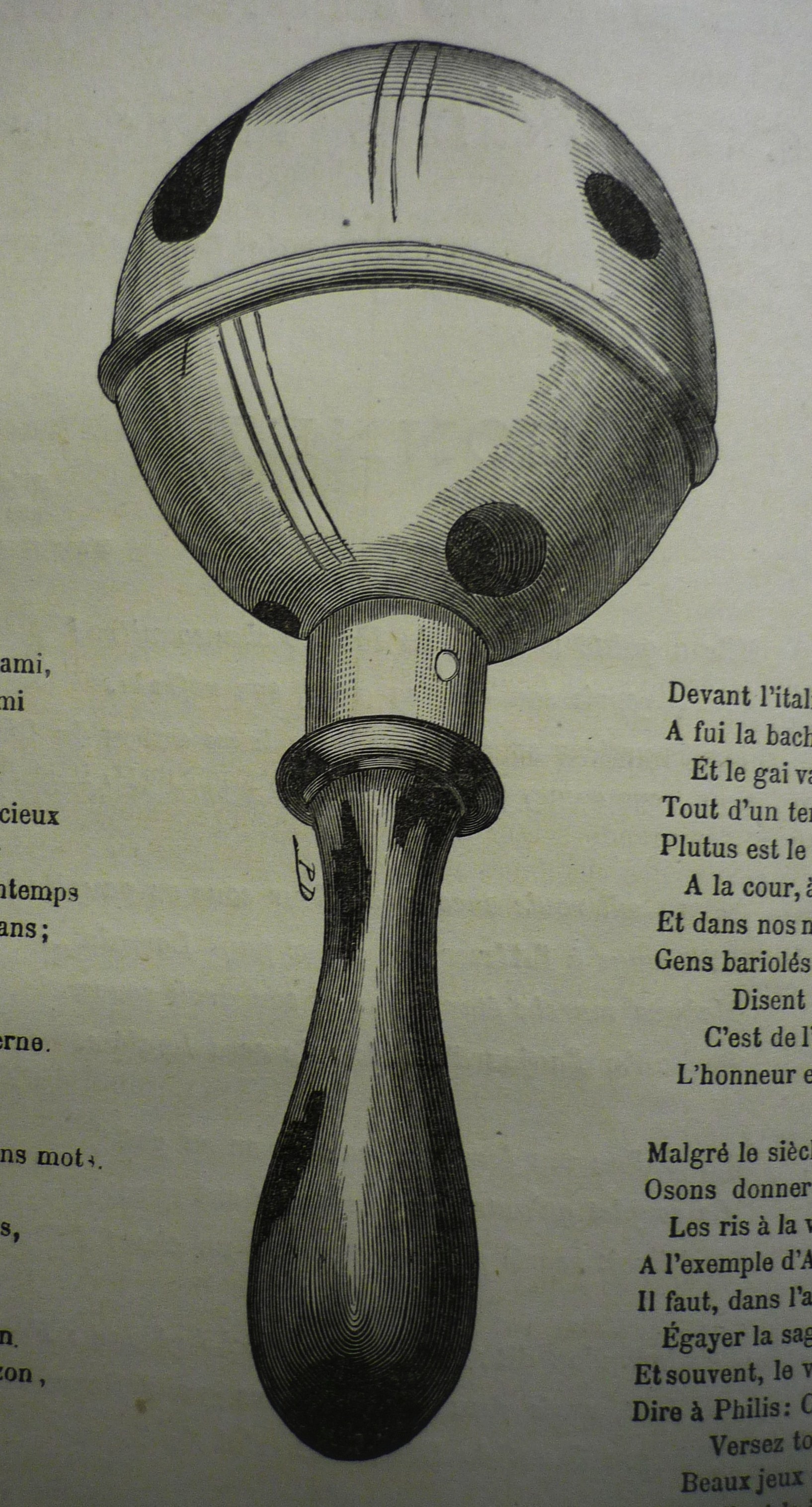
La campana di Collé, emblematica reliquia della "Société du caveau"

Figlio di un notaio, si interessò sin da giovane alla poesia di Jean Heguanier.
Venne a contatto con i maestri del vaudeville e nel 1729 fu uno dei fondatori della "Société du caveau", specializzata nell'organizzare incontri imperniati da declamazioni di versi licenziosi. Tra i suoi membri più illustri si ricordano Helvétius, Charles Pinot Duclos, Jean-Philippe Rameau. Contemporaneamente fu per diciannove anni impiegato alla ricevitoria generale.
Successivamente scrisse e allestì per il duca Filippo II di Orléans, valente attore comico, un buon numero di atti e di vaudeville, che vennero inclusi nei volumi Théâtre de société e Théâtre de boulevard. Questa ventennale produzione si accostò al genere della parade, evidenziando talvolta una spiccata tendenza alla satira.
Uno dei suoi lavori migliori di questa sua produzione, risultò la commedia La Vérité dans le vin ("In vino veritas") del 1747, elogiata da Sainte-Beuve.
Ambiziosa fu invece la produzione per il Théâtre Français, ben esemplificata da Dupuis et Desronais del 1763, una commedia di carattere, sentimentale, e dall'opera del 1774 La Partie de chasse de Henri Quatre, che dovette attendere circa dodici anni prima di scavalcare il muro della censura innalzato da Luigi XV. Era incentrata su una lezione di democrazia data da un mugnaio al re.
Collé si dedicò con successo anche alle canzoni, caratterizzate da brillantezza, da audacia, e ispirate dall'atmosfera della società contemporanea. Tra le raccolte di canzoni si possono menzionare: Chansons mises au jour par un âne onyme onyssime (1765); Chansons qui n'ont pu être imprimées et que mon censeur n'a pas dû me passer (1784); Téâthre de Société ou Recueil de différentes pièces tant en vers q'en prose (3 vol., 1762); Oeuvres choisies, (1789).
Dal 1748 al 1772, Collé scrisse il suo Journal historique, una sorta di vademecum sul teatro a lui contemporaneo.
I temi cari all'autore furono l'amore ed il vino, seguiti dal patriottismo.

## Opere principali
Le opere teatrali composte per il duca d'Orleans furono raccolte nel volume intitolato Théâtre de société, 1768.
Alcune delle sue parade sono contenute in Théâtre des Boulevards, 1756.
- 1745: La Mère rivale
- 1747: La Vérité dans le vin ou les désagréments de la galanterie, commedia in 1 atto
- 1753: Daphnis et Eglé, musica di Rameau
- 1762: La Partie de chasse de Henri IV
- 1763: Dupuis et Desronais, commedia in 3 atti
- 1768: L'Île sonnante, musica di Monsigny
- 1770: La Veuve, commedia
- 1777: La Tête à perruque ou le Bailli, storia drammatica in 1 atto
- 1807: Journal historique ou Mémoires littéraires, Parigi, 3 volumi, ristampa di H. Bonhomme, 1868

## Nore
1. 1 2 3 4   Charles Collé, in Enciclopedia Italiana, Roma, Istituto dell'Enciclopedia Italiana. URL consultato il 7 luglio 2018.
2. 1 2 3 4   le muse, III, Novara, De Agostini, 1964,  p. 358.
3. ↑  (FR) Collé (Charles), su cosmovisions.com. URL consultato il 7 luglio 2018.